# Wesley So

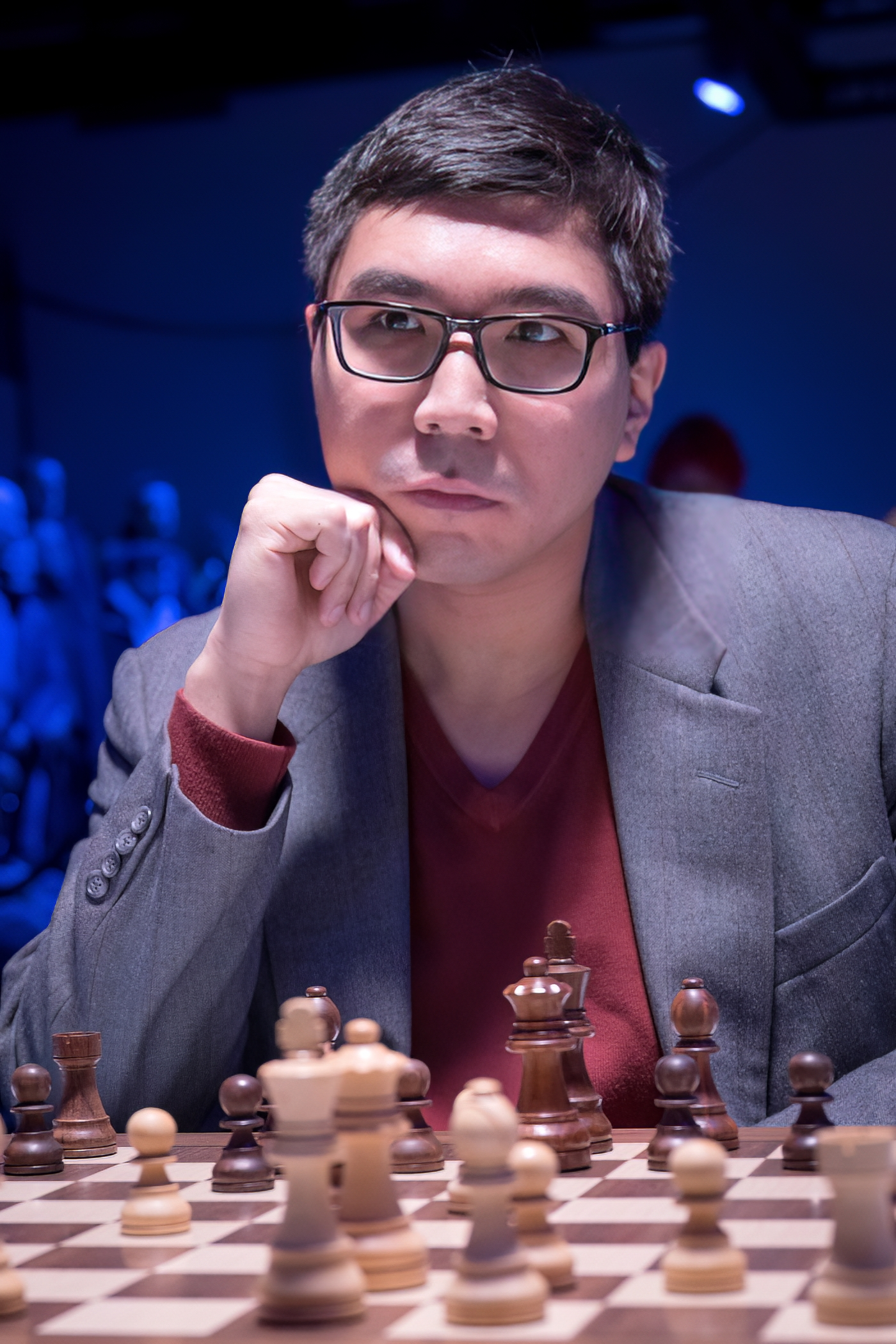
Wesley So in 2023

Wesley Barbasa So (9 oktober 1993) is een Filipijns schaker die uitkomt voor de Verenigde Staten.
So behaalde in 2008 de titel van grootmeester (GM), nadat hij eerder, in 2006, Internationaal Meester (IM) en in 2004 FIDE-meester (FM) was geworden. Anno 2015 bedroeg zijn FIDE-rating 2788 en stond hij op de wereldranglijst op de zevende plaats van de actieve schakers. Op de Aziatische ranglijst stond So op de tiende plaats. So was bovendien de op een na hoogst geklasseerde speler op de wereldranglijst voor spelers onder de 18 jaar.
In 2017 won So het Tata Steel-toernooi in Wijk aan Zee.